# О Клер (Висконсин)
О Клер (енгл. Eau Claire) град је у америчкој савезној држави Висконсин.

## Демографија
По попису из 2010. године број становника је 65.883, што је 4.179 (6,8%) становника више него 2000. године.
| Група             | 2000.          | 2010.          |
| Белци             | 57.308 (92,9%) | 59.499 (90,3%) |
| Афроамериканци    | 429 (0,7%)     | 752 (1,1%)     |
| Азијати           | 2.259 (3,7%)   | 3.014 (4,6%)   |
| Хиспаноамериканци | 619 (1,0%)     | 1.268 (1,9%)   |
| Укупно            | 61.704         | 65.883         |